# Sepp Straffner
Sepp Straffner (* 31. Januar 1875 in Goisern; † 29. Oktober 1952 ebenda) war ein österreichischer Bundesbahnbeamter und Politiker der Großdeutschen Volkspartei.
Straffner war Bergzögling beim Hallstätter Salzberg, dann Forstzögling in der Forstverwaltung in Goisern. Er besuchte ein Gymnasium in Linz.
Von 1899 bis 1907 war er Exekutivbeamter im Tiroler und Salzburger Streckendienst der Staatsbahndirektion Innsbruck.
Er studierte Rechtswissenschaften an den Universitäten Wien und Innsbruck (Promotion 1913). Straffner war in der Schönerer-Bewegung aktiv.
Er war Mitglied des Gemeinderates von Saalfelden, Abgeordneter zum Tiroler Landtag (Provisorische Landesversammlung und II. Wahlperiode) und 1918/1919 Mitglied der Tiroler Landesregierung. Im August 1919 wurde er gemeinsam mit dem späteren Heimwehrführer Richard Steidle Gründungsmitglied des Tiroler Antisemitenbundes. Straffner war 1919/20 Mitglied der Konstituierenden Nationalversammlung für Deutschösterreich. In den Jahren  1920 bis 1923 und 1927 bis 1934 war er Abgeordneter zum Nationalrat (I., III. und IV. Gesetzgebungsperiode). In den Jahren 1930–31 und 1932–33 war er als Dritter Nationalratspräsident tätig.
Er war einer der drei Nationalratspräsidenten, die am 4. März 1933 aus abstimmungstechnischen Gründen ihre Funktion niedergelegt hatten (siehe Selbstausschaltung des Parlaments), was den Weg zur Dollfuß-Diktatur erleichterte. Am 15. März 1933 versuchte Straffner, unter Widerruf seines Rücktritts die am 4. März ohne formelle Schließung beendete Nationalratssitzung wieder aufzunehmen; Dollfuß hatte aber der Polizei befohlen, diese „nicht angemeldete Versammlung“ zu verhindern bzw. zu zerstreuen, obwohl viele Abgeordnete der Großdeutschen und der Sozialdemokraten bereits im Sitzungssaal anwesend waren. Da der Leiter des Polizeieinsatzes Straffner den schriftlichen Befehl Dollfuß’ aushändigte, erstattete Straffner gegen Dollfuß Strafanzeige nach § 76 Strafgesetz (öffentliche Gewalttätigkeit).
1934–1935 war er Verwalter der Druckerei der Tageszeitung „Alpenland“.